# Guachara

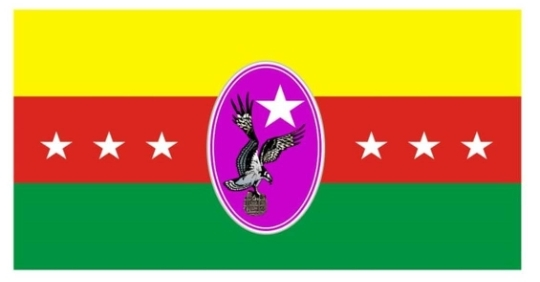
Bandera del Municipio Achaguas desde 2020

Guachara es una parroquia del Estado Apure, perteneciente al Municipio Autónomo Achaguas, ubicada en el denominado bajo Apure (Venezuela).

## Historia
Guachara, también llamado San Antonio de Padua de los Guacharos, se estableció como población, con organización político-administrativa, en el año 1.780, siendo sus posibles fundadores Fray Francisco José Soto y/o Fray José de Cazalla. Antes de ser organizada como población, destaca que Guachara era una comunidad indígena, formada por habitantes pertenecientes al pueblo pumé. En el año de 1.835 Guachara figuraba en el mapa político de Apure, como San Antonio de Caña de Agua. De igual forma, en el 1874 se le llamó Lara, debido a que el teniente coronel Miguel Lara (Héroe de la independencia), nació en la pequeña población.
Destaca que a principios del Siglo XX, se denominó al pueblo llanero como el Palote. En esta época, se vivieron momentos intensos que afectaron enormemente la existencia del poblado, debido a tropas guerrilleras, generando que por un tiempo fuera anexado al pueblo del Yagual, ubicado a aproximadamente 30 km de Guachara, lugar al que emigraron muchos guachareños.
Actualmente, Guachara cuenta con aproximadamente 6.080 habitantes, dentro de los cuales destacan las poblaciones indígenas yaruras, cuyas comunidades se ubican en las riberas de los ríos Capanaparo, Cinaruco y Meta, y en menor proporción se localizan comunidades Cuivas y Capuruchanas. En este sentido, es importante resaltar que las comunidades indígenas yaruras, practican, como medio de subsistencia, la fabricación de artesanía con arcilla, hojas de palma y madera. En la comunidad de Fruta de Burro, adyacente a Guachara y puerta del majestuoso e infinito llano capanapareño y este a su vez se enlaza con el parque nacional cinaruco-Capanaparo, parque que cuenta con unas de las bellezas escénicas naturales más relevante e importante de nustra región y país en general, utilizan arcilla para fabricar tinajas, budares, jarrones, entre otros, así como la madera tallada de forma mágica obteniéndo pilones (se usa para pilar el maíz), manos de pilón (especie de mazo que se golpea el pilón a fin de obtener la masa del maíz), y otras artículos también para ser utilizados en la cocina. De igual forma, fabrican sus propias canoas, las cuales usan como medio de transporte en los ríos, con fines de pesca o simplemente para trasladarse a otros lugares. Asimismo, Guachara cuenta con la población indígena de los médanos, donde se practica la caza y la pesca, y realizan artesanías con hojas de palma, obteniendo mapires (cestas) y sopladores. También se destaca Palmarito, donde trabajan con azabache (piedra negra que se encuentra con frecuencia en los ríos), de la cual se obtienen figuras diversas una vez que es tallada a mano. Luego se encuentra San José del Capanaparo, ubicado a las riveras del majestuoso Río Capanaparo, cuyos pobladores cazan y pescan, así como también tallan el azabache y fabrican collares.

## Economía
La economía está basada en la ganadería, destacándose su importante crecimiento en los últimos años. Los días viernes son denomidanos "viernes quesero", debido a que es el día en el cual todos los productores venden el queso en el pueblo, a diversos compradores de otras zonas.

## Cultura
La Patrona de Guachara es la Virgen del Carmen, razón por la cual el 16 de julio los pobladores celebran con su Santa, asistiendo a diversos eventos religiosos. Así también, se realizan los famosos toros coleados, y la Reina premia a los mejores coleadores con cintas en su espalda.
Los Carnavales, son fecha de júbilo en Guachara, ya que se realizan festividades denominadas "carnavales turísticos", en el marco de los cuales se preparan varias actividades como el Festival de música recia "el pavón de oro", veladas criollos, así como la realización de toros coleados. Estas festividades gozan de gran popularidad en todo el Estado Apure por los eventos mencionados, además de destacarse el juego propio del carnaval con agua limpia, es común que todas las personas que se encuentran el pueblo, estén empapadas.

## Turismo
Guachara es una puerta abierta al parque nacional Cinaruco-Capanaparo, donde pueden observarse amplias sabanas, grandes médanos, atractivos balnearios en los ríos como el Cunaviche, Capanaparo, Quitaparo y Naure donde la pesca del pavon es un deleite para nativos y visitantes. los guachareños son personas amigables se regocijan con la llegada del visitante siempre están prestos a contarles sus vivencias en las vaquerías y dan información al turista con cariño y cortesía. También puede observarse con mucha claridad el cielo estrellado, el amanecer con su café caliente, que puede convertirse en postrera si se mezcla con leche recién ordeñada. Es un lugar ideal para conocer con detalle, la vida del llanero, oír sus tonadas y ser testigo de los trabajos de llano.